# حرب الباراغواي
حرب الباراغواي أو الحرب الباراجوانية ((بالإسبانية: Guerra del Paraguay)‏; (بالبرتغالية: Guerra do Paraguai‏))، التي تُعرف أيضًا بحرب الحلف الثلاثي (باللغة الإسبانية: Guerra de la Triple Alianza، وباللغة البرتغالية: Guerra da Tríplice Aliança)، وفي بارجواي تُعرف هذه الحرب باسم«الحرب العظيمة» ((بالإسبانية: Guerra Grande)‏‏)، ‏ كانت صراعًا عسكريًا في أمريكا الجنوبية نشب بداية من عام 1864 وحتى عام 1870 بين باراغواي والدول المشتركة في معاهدة الحلف الثلاثي وهي الأرجنتين، وإمبراطورية البرازيل وأوروغواي. وقد تسببت هذه الحرب في عدد وفيات يزيد على وفيات أي حرب من حروب التاريخ الحديث وقد دمرت دولة باراغواي على نحو خاص حيث تسببت في مقتل معظم سكانها الذكور.
وتوجد الآن العديد من النظريات الخاصة بنشأة هذه الحرب. حيث يؤكد الرأي التقليدي على أن السبب كان السياسة التعسفية للرئيس البارجواياني فرانشيسكو سولانو لوبيز (Francisco Solano López) تجاه المسائل المتعلقة بمنطقة ريو دي لا بلاتا. وعلى النقيض من هذا، فإن وجهة النظر الباراجوانية التقليدية والرؤية الأرجنتينية التعديلية تؤكد منذ عام 1960 أن الدور الرئيسي في هذا كان وجود مصلحة للإمبراطورية البريطانية. وقد بدأت الحرب في أواخر عام 1864 متمثلة في عمليات قتالية بين البرازيل وباراغواي، ومنذ عام 1865 وحتى الآن يمكن للمرء أن يشير إليها بحرب الحلف الثلاثي.
ويُعزى إشعال فتيل الحرب إلى أسباب منها التأثيرات اللاحقة للاستعمار في أمريكا الجنوبية، وصراع الحصول على السيادة المادية لمنطقة ريو دي لا بلاتا الإستراتيجية، والتدخل البرازيلي والأرجنتيني في السياسات الداخلية لباراغواي، والمصالح الاقتصادية البريطانية في المنطقة وطموحات التوسع للرئيس سولانو لوبيز. وقد كانت هناك نزاعات على الحدود والتعريفة الجمركية بين باراغواي وكل من البرازيل والأرجنتين لسنوات عديدة.
وكانت حصيلة هذه الحرب هي الهزيمة النكراء لباراغواي. وبعد الهزيمة التي تلقتها باراغواي على أيدي الحلف الثلاثي في الحرب المعروفة، تحول الصراع إلى مقاومة تشبه حرب الشوارع، أدت إلى تدمير الجيش الباراغواياني والسكان المدنيين في باراغواي. وقد استمرت حرب الشوارع حتى قُتل الرئيس لوبيز في مارس من عام 1870. وحسب تقدير معين، فإن الخسائر البشرية التي تكبدتها باراغواي بسبب الحربين والأمراض تصل إلى 1.2 مليون شخص، أو 90% من إجمالي سكانها قبل اشتعال الحرب.‏
وهناك تقدير مختلف للخسائر البشرية يُحدد عدد وفيات الشعب البارجواياني بما يقدر بحوالي 300000 شخص من بين سكانه الذين يتراوح عددهم من 500000 إلى 525000 قبل الحرب. وطبقًا لما ذكره ستيفن بينكر (Steven Pinker) فقد أزهقت الحرب أرواح أكثر من 60% من سكان باراغواي مما يجعل هذه الحرب الأكثر تدميرًا في الوقت الحديث.
وقد استغرق الأمر عقودًا حتى تتعافى باراغواي من آلام الحرب والاختلال الديموغرافي الذي فُرض عليها بسبب الحرب. ولم تنتخب بارجواي التي كانت يومًا من الأيام الجمهورية الأولى في أمريكا الجنوبية ولو اسمًا فقط، فلم تختر رئيسها المنتخب ديموقراطيًا إلا عام 1993، وفي البرازيل ساعدت الحرب على إنهاء تاريخ العبودية في البرازيل، ونقلت الجيش إلى موقع رئيسي على صعيد الساحة العامة وتسببت في زيادة مدمرة في الدين العام استغرق سدادها عقدًا من الزمن مما تسبب في خفض نمو الدولة بشكل خطير. وقد زعم البعض أن الحرب كان لها دور أساسي في تآلف الأرجنتين كدولة قومية.
وبعد انتهاء الحرب، أصبحت الدولة ثاني أغنى دولة في أمريكا الجنوبية (البرازيل هي الأكثر ثراءً في القارة) وبالنسبة لأورجواي، فقد كانت الحرب بمثابة التدخل الأخير لكل من البرازيل والأرجنتين في سياساتها الداخلية.

## المعلومات الأساسية

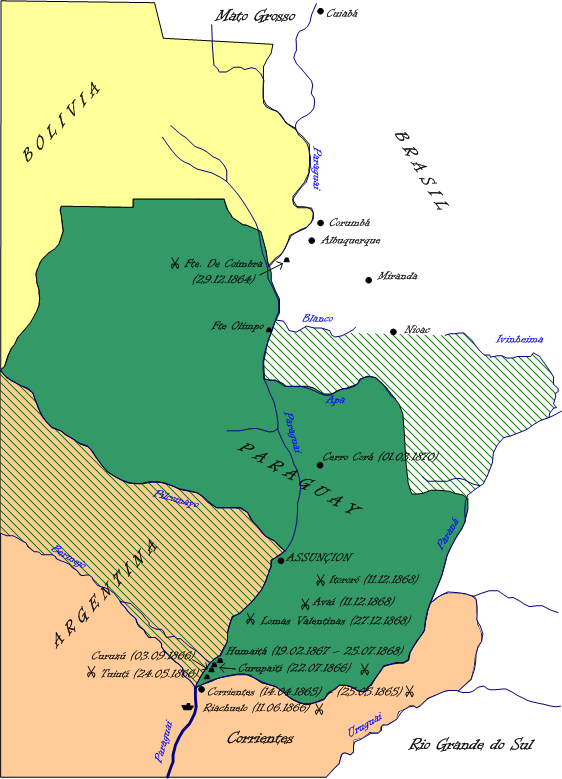
خريطة توضح الحدود الحالية، والأراضي المتنازع عليها، ومواقع المعارك الرئيسية.

### باراغواي قبل الحرب

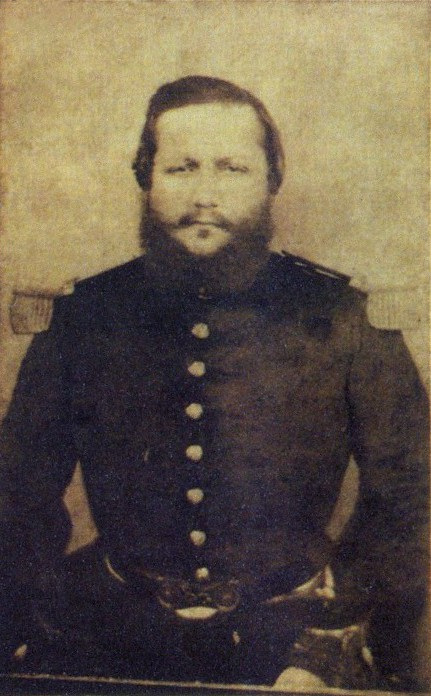
فرانشيسكو سولانو لوبيز رئيس باراغواي

اعتبر المؤرخون لفترة طويلة أن باراغواي قد تطورت بشكل مختلف قليلاً عن باقي دول أمريكا الجنوبية في عهد كل من الرئيسين خوسيه جاسبار رودريجيز دي فرانسيا (1813–1840) وكارلوس أنتونيو لوبيز (1841 – 1862) وقد تمثل هدف كل من الرئيسين رودريجيز دي فرانسيا وكارلوس لوبيز في تشجيع نمو اقتصادي متكافئ ذاتيًا في باراغواي من خلال فرض مستوى كبير من عزلة البلد عن جيرانها.
وقد اتسم نظام عائلة لوبيز بالمركزية القاسي بدون إفساح أي مجال لإنشاء مجتمع مدني حقيقي. ولم يكن هناك تمييز بين الساحة العامة والسياسية، وقد حكمت عائلة لوبيز البلد كما لو كانت مقاطعة كبيرة من الأرض.
وكانت حكومة البلد آنذاك تتحكم في جميع الصادرات. وقد حافظ تصدير البهشية الباراجوانية ومنتجات الأخشاب القيمة على توازن التجارة بين باراغواي والعالم الخارجي. واتسمت الحكومة الباراجوانية بالوقائية الشديدة بالنسبة للاقتراض من الخارج وفرض التعاريف الجمركية المرتفعة، ورفض المنتجات الخارجية. وقد خلف فرانشيسكو سولانو لوبيز، ابن كارلوس أنتونيو لوبيز أبيه كرئيس له سلطة مطلقة في عام 1862 وقد استمر في تنفيذ سياسات والده بشكل عام.
إلا أن سولانو لوبيز اختلف من الناحية العسكرية، فقد قام بتحديث الصناعة والجيش وتوسيعهما بطرق تؤدي إلى الحرب على المدى البعيد. وقد استقدمت الحكومة أكثر من 200 فني أجنبي قاموا بتركيب خطوط التلغراف والسكك الحديدية للمساعدة في توسيع صناعات الصلب والنسيج والورق والحبر والإنشاءات البحرية والأسلحة والبارود. وقد قام مصنع يبيسوي (Ybycuí) الذي تم إنشاؤه عام 1850 بتصنيع المدافع والهاون والطلقات لجميع الأعيرة. وقد تم إنشاء السفن الحربية النهرية في ترسانة أسونسيون.
وتطلب النمو الصناعي والعسكري نوعًا من الاتصال بالسوق الدولية ولكن باراغواي كانت ولا تزال بلدًا منغلقة عن العالم الخارجي. وقد كانت موانئها عبارة عن الموانئ النهرية واضطرت السفن الباراجوانية للسفر إلى ريو باراغواي (Río Paraguay) وريو بارانا (Río Paraná) لبلوغ مصب النهر ريو دي لابلاتا (Río de la Plata) (الذي تشترك فيه الأرجنتين وأورجواي) والمحيط الأطلسي. وتخيل الرئيس سولانو لوبيز إنشاء مشروع للحصول على منافذ على المحيط الأطلسي: وعلى الأرجح قد كان ينوي إنشاء (باراغواي أكبر) من خلال الانقضاض على جزء من الأراضي البرازيلية التي يمكنها ربط باراغواي بشاطئ الأطلسي. وعلى نقيض الرؤية الباراجوانية التوسعية، فقد ادعى العديد من المؤرخين خلال ستينيات وسبعينيات القرن العشرين أن الحرب الباراجوانية كانت سببًا لتأثير البريطانيين الاستعماري الزائف  والذين كانوا بحاجة إلى مصدر جديد من القطن حيث كان مورد القطن الأساسي، وهو الولايات المتحدة الأمريكية، تورط في حرب أهلية
إلا أن هذا الادعاء غير متوافق مع نتائج بحث تاريخي آخر؛ فقد كان التأثير الاستعماري البريطاني محل خلاف بين أبحاث تاريخية متعددة تم نشرها منذ عام 1990.وعلى الرغم من أن بريطانيا قد استفادت من الحرب على صعيد الاقتصاد والمصالح التجارية إلا أن الحكومة البريطانية كانت معارضة لهذه الحرب من البداية، على أساس الرؤية العامة للحروب كأسباب لتدمير التجارة العالمية وقد تم عزلها عن الفقرات السرية من معاهدة الحلف الثلاثي. كما استحوذت بريطانيا على إمداد كبير من القطن المصري ولم تكن بحاجة إلى إمداد القطن من باراغواي. ومع ذلك، يبدو واضحًا أن السير إدوارد ثورنتون الوزير البريطاني في جمهورية الأرجنتين، قد دعم الحلف الثلاثي على الصعيد الشخصي وكان حاضرًا لتوقيع معاهدة الحلف بين البرازيل والأرجنتين في 18 يونيو 1864 في بونتاس ديل روزاريو، تلك المعاهدة التي أعلن خوسيه ساريفا لاحقًا أنها تمثل البداية الحقيقية للحلف. وقد استند ويليام دوريا (مسؤول الشئون الباراجوانية) الذي اشترك معه الدبلوماسيون الفرنسيون والإيطاليون بشكل موجز إلى دور ثورنتون في إدانة اشتراك ميتر في أوروغواي، إلا أن ثورنتون عكس موقفه وقدم الدعم الكلي لميتر عندما عاد إلى ممارسة عمله في ديسمبر 1863.
ولتنفيذ تلك النوايا التوسعية، بدأ الرئيس لوبيز في بناء جيش كبير. حيث حفّز تنمية الصناعات العسكرية، وقام بتعبئة أعداد كبيرة من الرجال للالتحاق بالجيش (حيث كانت الخدمة العسكرية الإلزامية سارية في باراغواي في هذا الوقت)، وأدخلهم في تدريبات عسكرية مكثفة وبنى التحصينات عند مدخل ريو في باراغواي. كما قام ببدء تصنيع القوارب النهرية المسلحة.
وعلى الصعيد الدبلوماسي أراد سولانو لوبيز أن يتحالف مع حزب بلانكو. حيث كان حزب كولورادوعلى صلة بالبرازيل والأرجنتين.
وفي عام 1864 رأى لوبيز أن توازن القوة بات مهددًا بعد تدخل البرازيل في السياسات الداخلية لأوروغواي والصراع على القيادة. وكان هذا بمثابة شرارة إشعال الحرب التي أدت إلى قيام لوبيز بـ إعلان الحرب على البرازيل. وقد كان الموقف الأرجنتيني محايدًا في هذا الشأن، ولم تعلن الأرجنتين الحرب إلا عندما احتلت القوات الباراجوانية مقاطعة كورينتيس الأرجنتينية. وقد حدث هذا عندما رفض ميتر طلب سولانو لاستخدام المقاطعة الأرجنتينية لنقل قواته إلى أوروغواي لمحاربة البرازيل من هناك.

### سياسات ريو دي لا بلاتا

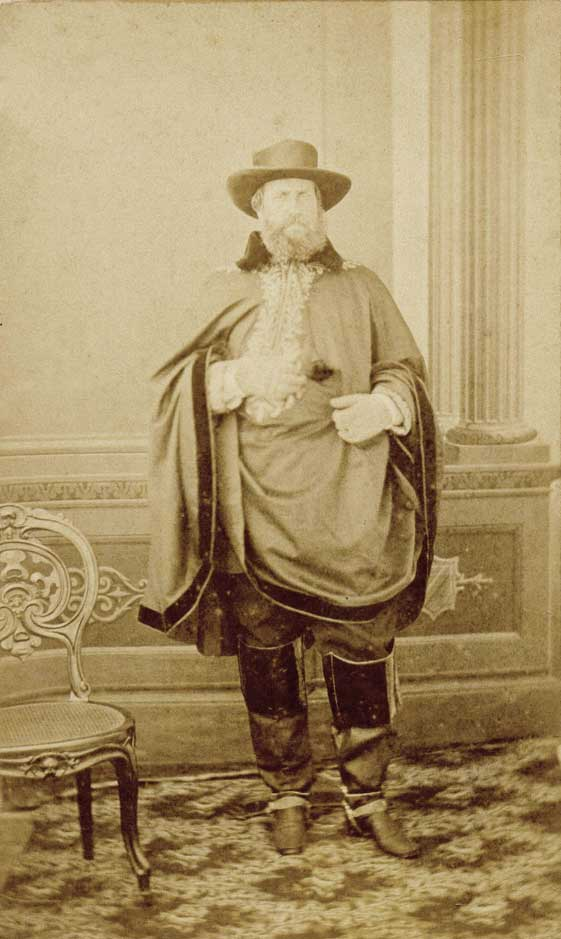
الإمبراطور بيدرو الثاني (Pedro II) وهو يرتدي الزي التقليدي لجنوب البرازيل أثناء زيارته لأوروغوايانا في مقاطعة ريو جراندي دو سول، عام 1865.

ومنذ استقلال البرازيل والأرجنتين، ترك القتال الذي نشب بين بوينس آيرس وريو دي جانيرو الذي كان سببه النزاع على السلطة أثرًا عميقًا في العلاقات الدبلوماسية والسياسية بين دول المنطقة.
وكانت البرازيل، تحت حكم البرتغاليين، الدولة الأولى التي تعترف باستقلال باراغواي عام 1811، بينما كانت الأرجنتين تحت حكم خوان مانزيل روزاس (1829 – 1852) وهو عدو مشترك لكل من البرازيل وباراغواي، فقد ساهمت البرازيل في تحسين التحصينات وتنمية الجيش الباراغواياني، وإرسال المساعدات الرسمية والتقنية إلى أسونسيون. وحيث لا توجد طرق تربط بين مقاطعة ماتو جروسو وريو دي جانيرو، كانت السفن الباراجوانية بحاجة إلى السفر في نهر ريو عبر الأراضي الباراغواينية حتى تصل إلى كويابا. ومع ذلك، واجهت البرازيل صعوبات كثيرة في الحصول على تصريح من الحكومة في أسونسيون للإبحار في هذه الممرات المائية.
وتدخلت البرازيل ثلاث مرات سياسيًا وعسكريًا في أوروغواي في عام 1851 ضد مانويل أوريبي لمقاومة النفوذ الأرجنتيني في البلد، وفي عام 1855 بطلب من الحكومة الأورجوايانية وفينانسيو فلوريز زعيم حزب كولورادو، الذي كان مدعومًا بشكل تقليدي من الإمبراطورية البرازيلية، وفي عام 1864 ضد أتاناسيو أجويري. وقد أشعل التدخل الأخير فتيل الحرب الباراجوانية.

### التدخل ضد أجويري
في أبريل عام 1864، أرسلت البرازيل بعثة دبلوماسية إلى أوروجواي بقيادة خوسيه أنتونيو سارييفا للمطالبة بدفع تعويض عن الأضرار التي وقعت على مزارعي جوشو بسبب الصراعات الحدودية مع المزارعين الأورجوايانيين. وقد رفض رئيس أوروجواي أتاناسيو أجويري من الحزب الوطني المطالبات البرازيلية.
وعرض سولانو لوبيز الوساطة وقد قابلت البرازيل عرضه بالرفض. ثم قطع لوبيز العلاقات الدبلوماسية مع البرازيل على إثر هذا الرفض في عام 1864 وأعلن أن احتلال القوات البرازيلية لأوروجواي يمثل هجومًا على توازن منطقة ريو دي لابلاتا.
وفي 12 أكتوبر احتلت القوات البرازيلية أورجواي. واتحد أتباع فينانسيو لوبيز، زعيم حزب كولارادو الذي كان يتمتع بالدعم الأرجنتيني، مع القوات البرازيلية وقاموا بخلع الرئيس أجويري

## مسار الحرب

### بدء الصراع

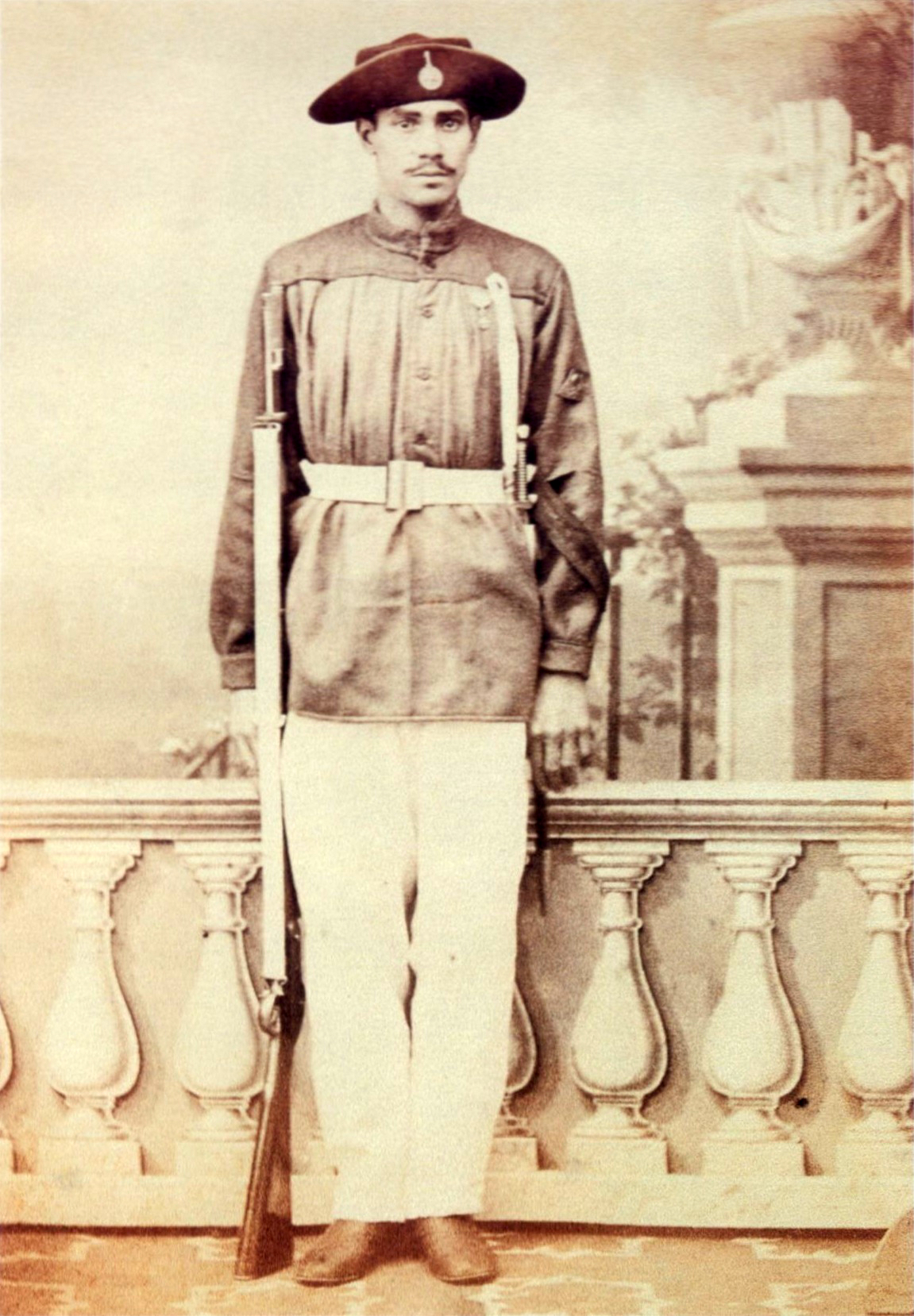
أحد أفراد القوات البرازيلية بدرجة عريف من الكتيبة الأولى للقوات التطوعية للبلد، المشاة الثقيلة 1865.

طلب الرئيس الأروجواياني بلانكو، عندما هاجمت البرازيل بلاده، المساعدة من باراغواي، ولكن سولانو لم يقدم المساعدة مباشرة لحليفه. وبدلاً من ذلك، أسرت السفينة الباراجوانية تاكوري السفينة البرازيلية ماركويز دي أولندا التي أبحرت في نهر الريو في باراغواي إلى مقاطعة ماتو جروسو عام 1864. وأعلنت باراجوي الحرب على البرازيل في 13 ديسمبر ثم أعلنت الحرب على الأرجنتين بعد ذلك بثلاثة أشهر في 18 مارس 1865، وتحالفت أورجواي التي كنت تحت حكم فينانسو فلوريس مع البرازيل والأرجنتين.
وفي بداية الحرب، كانت القوة العسكرية للحلف الثلاثي أدنى من القوة العسكرية لباراغواي والتي ضمت - على حسب ما ذكره بعض المؤرخين - أكثر من 60000 من الجنود المتمرسين كان من بينهم 38000 من القوات العادية وسرب من القوارب البخارية البحرية قوامه 23 قاربا بخاريا (القوارب البخارية) وخمس سفن متنقلة على طول النهر تستقر حول نهر التاكوري أحد القوارب المسلحة. وقد اشتمل سلاح المدفعية لباراغواي على 400 مدفع. إلا أن الدراسات الحديثة قد أظهرت صورة مختلفة عما سبق. فعلى الرغم من أن الجيش الباراغواياني قد ضم ما بين 70000 و100000 مقاتل في بداية الحرب إلا أن تجهيز مقاتليه لم يكن جيدًا. فقد تكونت معظم تسليحات المشاة من بنادق المسكيت والأسلحة الصغيرة غير الدقيقة كما كانت بطيئة في إعادة التذخير وذات مدى قصير. كما كانت المدفعية تماثل هذه الأسلحة فيما يتعلق برداءة الشكل. ولم يتلق ضباط الجيش أية تدريبات ولم يحصلوا كذلك على الخبرة اللازمة ولم يكن هناك نظام للأوامر حيث كان مصدر القرارات الوحيد هو الرئيس لوبيز. وكان الطعام والذخيرة والسلاح ونقص مستوى الإمداد اللوجيستي والرعاية الطبية نادرة إن وجدت بالأساس.
وكانت جيوش البرازيل والأرجنتين وأوروجواي لا تمثل إلا جزءًا صغيرًا من حجم القوات الباراجوانية. فقد كان جيش الأرجنتين يضم حوالي 8500 من القوات النظامية وأسراب القوات البحرية القوارب البخارية وسفينة واحدة من نوع جوليتا. ودخلت أورجواي في الحرب بجيش قوامه أقل من 2000 رجل وبدون قوات بحرية. وتمركز العديد من القوات البرازيلية البالغ عددها 16000 جندي في الحاميات البرازيلية الجنوبية. وعلى الرغم من ذلك، قد تمثلت الميزة البرازيلية، في قواتها البحرية التي كان قوامها: 42 سفينة و239 مدفعًا وحوالي 4000 من الجنود المتمرسين. وقد التقى جزء كبير من السرب البحري بالفعل في حوض نهر ريو دي لا بلاتا حيث استخدمت قبل ذلك بقيادة ماركويز في تامانداري في التدخل ضد الرئيس أجويري.
ومع ذلك، لم تكن البرازيل مستعدة لخوض الحرب. فقد كان جيشها غير منظم. حيث تألفت «القوات» التي استخدمت في التدخل العسكري ضد أوروجواي من الفرق المسلحة من رجال السياسية في جوشو وعدد من أفراد الحرس الوطني فقط. ولم يكن جنود المشاة الذين قاتلوا في الحرب الباراجوانية محترفين للقتال ولكن كانوا متطوعين ولذلك أُطلق عليهم متطوعوا دا باتريا. وقد تم تجنيد قوات الجيش بشكل كبير من الجنود الذين لهم تكن لهم أراضٍ في البلد ومن الجنود السود ومن الجنود من الطبقات المتدنية  وقد تكونت فرقة الخيالة من أفراد الحرس الوطني من ريو جراندي دو سول. ومنذ نهاية عام 1864 وحتى عام 1870 اشترك أكثر من 146000 برازيلي في القتال في هذه الحرب، بينما بقي 18000 فرد من الحرس الوطني في الأراضي البرازيلية للدفاع عنها. وشاركت القوات البرازيلية بشكل فعال في الحرب حيث كان هناك 10025 من جنود الجيش متمركزين في الأراضي الأوروجوايانية عام 1864، وكان 2047 جنديًا في إقليم ماتو جروسو، و55985 جنديًا من متطوعي البلد و60009 من أفراد الحرس الوطني و8570 من العبيد الذين تم تحريرهم لإرسالهم للقتال في الحرب و9177 من أفراد القوات البحرية.
ووقعت كل من البرازيل والأرجنتين وأورجواي معاهدة معاهدة التحالف الثلاثي في بوينس أيريس في 1 مايو عام 1865 وهي معاهدة تقضي بتحالف الدول الثلاث ضد باراغواي. وعينت الدول الثلاث الرئيس الأرجنتيني بارتولومي ميتر كقائد أعلى لقوات التحالف.

### هجوم باراغواي

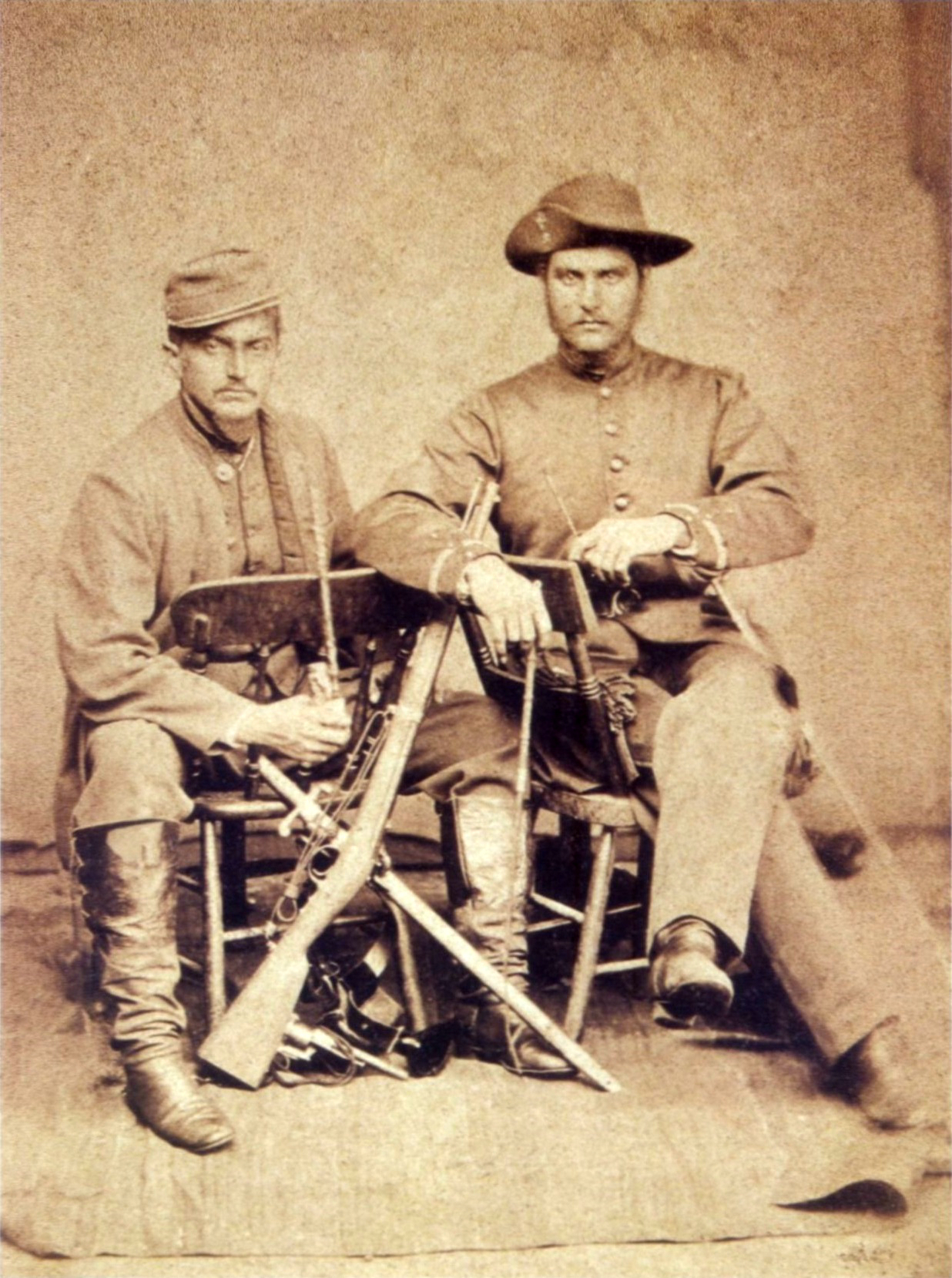
برازيليون وهم مهيأون بسلاحهم وزيهم لالتقاط صور لهم بواسطة استوديو مرتجل في مكان قريب جدًا من جبهة القتال بين عامي 1865 و1870

وقد كانت المبادرة لباراغواي في المرحلة الأولى للحرب. وفرضت جيوش لوبيز موقع المعارك الابتدائية من خلال احتلال ماتو جروسو في الشمال في شهر ديسمبر 1864، ريو جراندي دي سول في الجنوب في الأشهر الأولى من عام 1865 والإقليم الأرجنتيني كورينتس. وقد احتلت القوات الباراجوانية المنفصلة ماتو جروسو في الوقت ذاته. واتجهت قوة قوامها خمسة آلاف جندي تم نقلهم في السفن تحت قيادة العقيد فيسنتي باريوس في نهر الريو ببارجواي وهاجمت حصن نوفا كويمبرا. وقاومت الحامية البرازيلية، التي ضمت 155 رجلاً، هذا الهجوم لمدة ثلاثة أيام تحت قيادة العقيد هيرمينيجيلدو دي ألبوكويركوي بورتو كاريرو البارون الراحل لحصن كويمبرا. وعند استنفاد الذخيرة، ترك المدافعون الحصن وانسحبوا في النهر باتجاه كورومبا على متن السفينة الحربية أنهامباي. وبعد احتلالهم للحصن الفارغ، تقدم الباراغوايانيون شمالاً، حيث استولوا على مُدن (ألبوكويركوي) وكورومبا في يناير عام 1865.
واخترق الحشد الثاني من الجيش البارجواياني، بقيادة العقيد فراشيسكو إيسيدرو ريسكوين والذي تكوّن من 4000 رجل، إحدى المناطق جنوب ماتو جروسو وأرسل فصيلاً لمهاجمة الموقع العسكري الحدودي في دورادوس. وواجه الفصيل بقيادة الرائد مارتين أوربيتا مقاومة شديدة في 29 ديسمبر 1864 من الملازم أنتونيو جاو ريبيرو ورجاله البالغ عددهم 16رجلاً، الذين لقوا حتفهم جميعًا في نهاية الأمر ولكنهم لم يستسلموا. واستمر البارجوايانيون في تقدمهم حتى وصلوا نيوكوي و(ميراندا) حيث هزموا قوات العقيد خوسيه دياس دا سيلفا. وتم الاستيلاء على كوكسيم في أبريل عام 1865.
ولم تواصل القوات الباراجوانية انتصاراتها التقدم، على الرغم من اتنصاراتها، إلى كويابا عاصمة الإقليم. وتحصن أوجستو ليفيرجر في معسكر (ميلجاسو) لحماية كويابا. وكان الهدف الأساسي هو تشتيت تركيز الحكومة البرازيلية على الشمال حيث إن الحرب تتجه نحو الجنوب بالقرب من حوض نهر ريو دي لابلاتا. فقد كان احتلال ماتو جروسو تكتيكًا مُعدًا لتشتيت الانتباه.

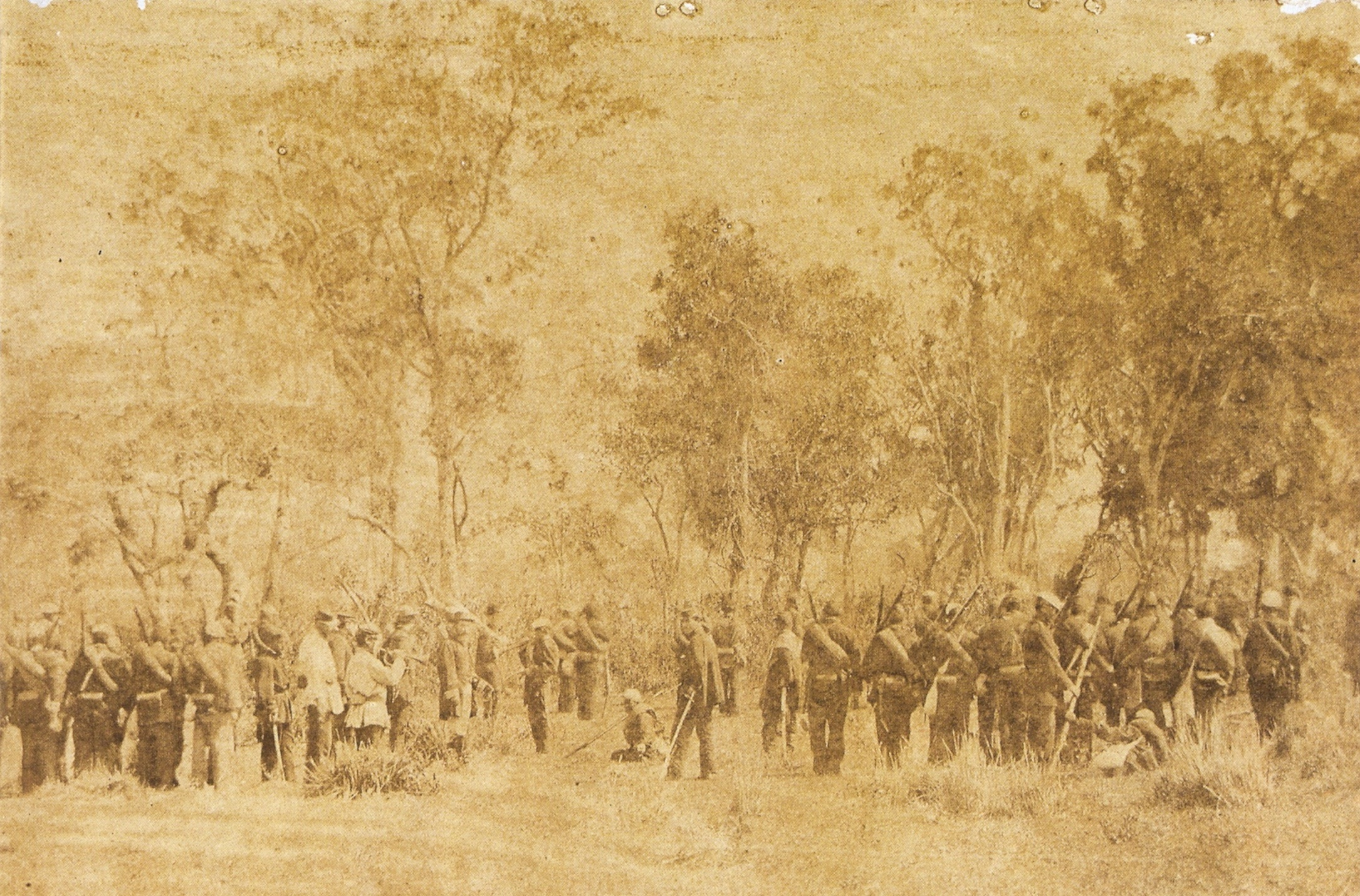
جنود برازيليون (من القوة 26 من متطوعي الوطن) من إقليم سيارا (Ceará) البعيد في عمليات حرب العصابات في فترة زمنية تقع بين عام 1866 و1868، ويمكن تمييز العقيد جوكويم فرانشيسكو فيجويريدو (ذو اللحية) في وسط الصورة بجوار عازفي البروجي بالزي الأبيض.

وقد كان احتلال كورينتيس وريو جراندي دو سول هو المرحلة الثانية في الهجوم الباراغواياني. ولرفع مستوى دعم الرئيس الأورجواياني بلانكوس، اضطر البارجوايانيون إلى الانتقال عبر الأراضي الأرجنتينية. وفي مارس من عام 1865، طلب لوبيز الحصول على إذن من الحكومة الأرجنتينية لعبور جيش قوامه 25000 رجل (يقوده اللواء وينسيسالو روبليز) للتحرك عبر إقليم كورينتيس. إلا أن الرئيس الأرجنتيني بارتولومي ميتر، حليف البرازيل في تدخلها في سياسة الأورجواي رفض ذلك. وفي 18 مارس من عام 1865، أعلنت بارجواي الحرب على الأرجنتين. وحاصر سرب القوات البحرية الباراغواياني المنحدرة إلى نهر ريو بارانا في السفن الأرجنتينية في ميناء كورينتيس. واستولت قوات الجنرال روبليس على المدينة مباشرة.
وحاول لوبيز، من خلال احتلاله لكورينتيس، الحصول على دعم الحاكم الأرجنتيني القوي لإقليمي كورينتيس وإنتري ريوس كاوديو خوسيه دي أوركويزا والعدو الفيدرالي الرئيسي للرئيس الأرجنتيني ميتر وحكومة بينوس إيريس. ومع ذلك، ظل موقف أوركويزا غامضًا تجاه دخول القوات الأوروجوايانية. تقدمت القوات 200 كيلومتر (120 ميل) تقريبًا باتجاه الجنوب قبل أن ينتهي الهجوم بالفشل التام.
وقد عبرت قوة قوامها 10000 جندي بقيادة العقيد أنتونيو دي لا كروز إيتسجاربيا، بجانب قوات اللواء روبلز، الحدود الأرجنتينية جنوب إنكارناسيون في مايو من عام 1865 متجهين إلى ريو جراندي دو سول. وانتقلت هذه القوات إلى نهر ريو بأورجواي واستولوا على مدينة ساو بورجو أوروجويانا في 12 يونيو باتجاه الجنوب للحيلولة منع يوم 5 أغسطس بدون أي مقاومة تُذكر. ولم يصدر رد الفعل البرازيلي حتى ذلك الحين.

### رد الفعل البرازيلي

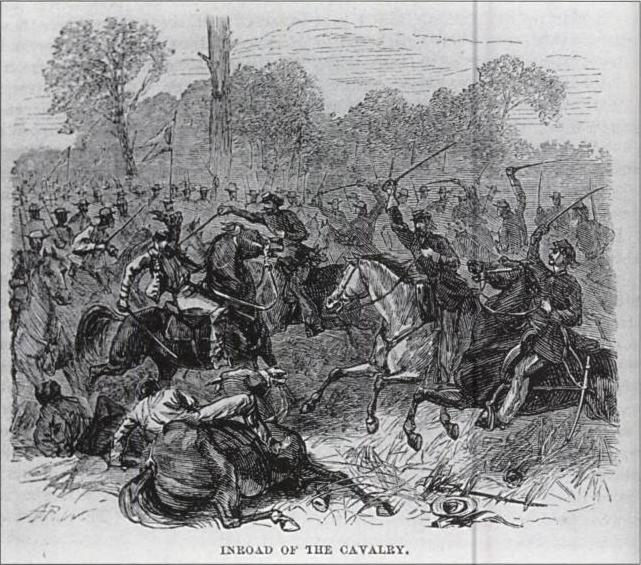
مهاجمة فرقة خيالة باراغوايانية (يسارًا) على يد فصيل من قوت التحالف (يمينًا). بعد مرور السنوات القليلة الأولى على الحرب، اضطر البارجواينيون إلى أكل خيولهم ليتمكنوا من البقاء على قيد الحياة. وفي الأعوام الأخيرة من الصراع نفد عدد كبير من الرجال أيضًا (مجلة هاربر الجديدة الشهرية، العدد 40، عام 1870).

وقد أرسلت البرازيل حملة لمقاتلة الغزاة في ماتو جروسو. وغادر حشد عسكري قوامه 2780 رجلاً تحت قيادة العقيد مانويل بيدرو دراجو أوبيرابا في ميناس جيريس في أبريل من عام 1865 ووصل كوكسيم في ديسمبر بعد رحلة سير صعبة قطع فيها أكثر من 2,000 كيلومتر (1,200 ميل) عبر أربعة أقاليم. وغادر هويفر (باراغواي) مدينة كوكسيم في ديسمبر. ووصل دراجو ميراندا في سبتمبر عام 1866 وغادرت القوات الباراجوانية المدينة من جديد. وفي يناير من عام 1867، تولى العقيد كارلوس دي مورايس كازميساو قيادة هذا الحشد العسكري، الذي أصبح قوامه 1680رجلاً فقط، وقرر غزو الأراضي الباراجوانية، التي قام باختراقها حتى مدينة لاجونا. وأجبرت فرقة الخيالة الباراجوانية الحملة العسكرية على الانسحاب.
وعلى الرغم من جهود قوات العقيد كازميساو والمقاومة في المنطقة، التي نجحت في تحرير كورومبا في يونيو 1867، إلا أن مات جروسو ظلت تحت التحكم البارجواياني. وانسحب البارجواينيون نهائيًا في أبريل من عام 1868، حيث نقلوا قواتهم إلى المسرح الرئيسي للعمليات، جنوب باراغواي. وقد كان نهر ريو دي لا بلاتا وسيلة اتصال وحيدة، وقد كانت هناك طرق قليلة. وقد كان النصر حليفًا لمن يتحكم في الأنهار، ولذلك تم بناء التحصينات الباراجوانية على ضفاف النهاية المنخفضة لنهر الريو ببارجواي.
ووقعت معركة رياتشويلو البحرية في 11 يونيو من عام 1865، وفاز فيها الأسطول البرازيلي بقيادة الأدميرال فرانشيسكو مانويل باروسو دا سيلفا حيث حطم الأسطول البارجواياني ومنع البارجوايانيين من احتلال الأراضي الأرجنتينية بشكل دائم. وحددت الموقعة بشكل عملي ناتج الحرب في صالح التحالف الثلاثي، الذي تحكم بداية من هذه النقطة في مياه حوض نهر الريو دي لا بلاتا وحتى مدخل النهر في باراغواي.
وبينام أمر لوبيز بانسحاب القوات التي احتلت كورينتيسن فإن القوات الباراجوانية التي احتلت ساو بوراج تقدمت حيث استولت على إيتاكوي وأوروجويانا. وقد هزم فلورس وحدة منفصلة (3200 رجلاً) كانت قد واصلت التقدم نحو أوروجواي بقيادة الرائد بيدرو دوارتي في موقعة جاتاي الدامية على ضفاف نهر الريو بأوروجواي.
وقد توحدت قوات التحالف بقيادة ميتر في معسكر كونكوريدا في إقليم إينتر ريوس الأرجنتيني، وقد كان المشير مانيول لويس أوسريو على رأس القوات البرازيلية. وغادرت بعض القوات، بقيادة اللواء مانويل ماركويز دي سوسا، وكان بارون بورتو أليجري، غادرت لتعزيز أورجوايانا. وقد استسلم البارجوايانيون في 18 سبتمبر من عام 1865.
وفي الشهور التالية تم إخراج البارجوايانيين من مدن كورينتيس وسان كوزمي حيث كانت الأراضي الأرجنتينية الوحيدة التي لا تزال في قبضة البارجوايانيين. وبنهاية عام 1865 شن التحالف الثلاثي هجومه على باراغواي. وكان قوام جيوشه أكثر من 50000 رجل مجهزين لغزو بارجواي.
وفي 12 سبتمبر 1866 دعا الرئيس لوبيز ميتر لحضور مؤتمر في Yatayty Cora. وأدرك أنه خسر الحرب، وكان مستعدًا لتوقيع اتفاقية سلام مع الحلفاء. ولكنه لم يتم التوصل إلى اتفاق، حيث كانت شروط ميتر للتوقيع على الاتفاقية أن كل بند من معاهدة التحالف الثلاثي السرية لا يزال بحاجة إلى التنفيذ، وهو الشرط الذي رفضه لوبيز. وعلى الرغم من رفض لوبيز، فلم يقضِ البند 6 من المعاهدة على أيو إمكانية للوصول إلى هدنة أو سلام على مستوى المستقبل القريب فقط بل اشترط بما معناه أن الحرب لا تزال مستمرة حتى ينتهي أمر الحكومة الحالية لباراغواي بموت لوبيز أو خلعه.

### تولي كاشياس للقيادة

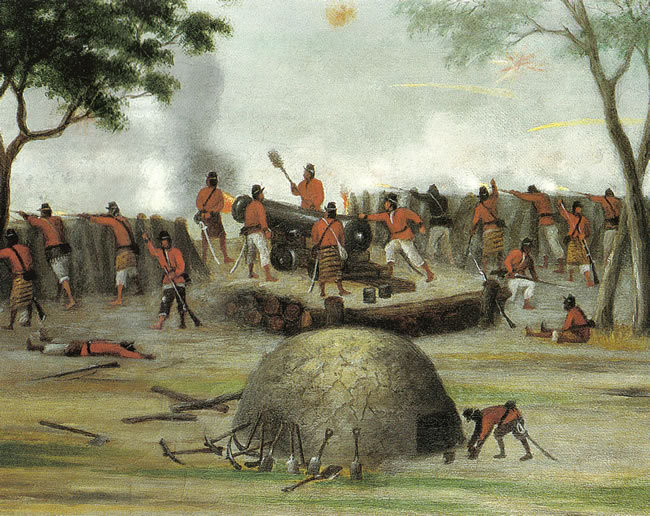
معاقل التحصن من المدفعية الباراجوانية في كروزو

أجبر 

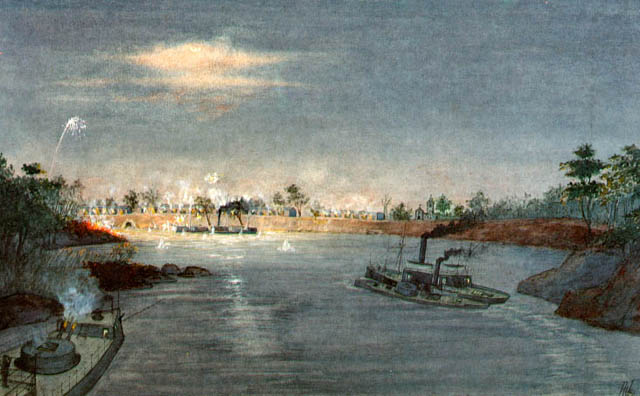
حصار هوميتا: القوات البحرية البرازيلية على عبور الموقع المحصن تحت نيران قصف العدو.

وقد وصل كل من المشير لويس ألفيس دي ليما إي سيلفا ماركويز الذي تم تعيينه في العاشر من أكتوبر من عام 1866 لقيادة القوات البرازيلية، ثم لاحقًا دوق كاشياس إلى باراغواي في نوفمبر حيث وجدا الجيش البرازيلي في حالة شلل من الناحية العملية. وتقطعت سبل الاتصال بين وحدة القوات الأرجنتينية والأوروجوايانية، التي دمرها المرض، عن بقية جيش التحالف. فعاد ميتر وفلوريس كل منهما إلى بلده بسبب الظروف الصعبة للسياسة الداخلية. وتم استبدال تاماندري بأمر من الأدميرال خواكيم خوسيه إيناشيو نبيل (فيكونت) إنهوما. ونظّم أوسوريو كتيبة ثالثة قوية قوامها 5000 من الجيش البرازيلي في ريو جراند دو سول. وفي غياب الرئيس ميتر، تولى كاشياس القيادة العامة وقام بإعادة هيكلة الجيش.
وفي الفترة بين نوفمبر 1866 ويوليو 1867، قام كاشياس بتنظيم كتائب رعاية صحية (لتوفير المساعدة للأعداد الضخمة من الجنود الجرحى ولمقاومة وباء الكوليرا) ونظام إمداد القوات بالمؤن. واقتصرت العمليات العسكرية في هذه الفترة إلى مناوشات مع الباراغوايانيين والقصف كوروبايتي. واستغل لوبيز فرصة عدم انتظام قوات العدو لتعزيز حصنه في هومايتا.
ومثّل الزحف لتطويق الجناح الأيسر للتحصينات البارجواينية أساس تكتيكات كاشياس. وأراد كاشياس تجاوز الحصون البارجواينية، وقطع الاتصالات بين أوسنسيون وهومايتا ثم تطويق القوات الباراجوانية في النهاية. وللقيام بهذا، زحف كاشياس لجنوده إلى تويو كوي. إلا أن الرئيس ميتر، الذي رجع إلى القيادة في أغسطس 1867، أصّر على مهاجمة الجناح الأيمن، وهي إستراتيجية كان لها أثر كارثي في كوروبايتي. وشق السرب البرازيلي، على أساس هذا الأمر، طريقه بعد كوروبايتي ولكنه اُجبر على التوقف في هومايتا. فظهرت انقسامات جديدة في القيادة العليا: حيث أراد ميتر المواصلة وبدلًا من ذلك استولى البرازيليون على ساو سولانو وبايك (Pike) وتايي (Tayi) مما أدى إلى عزل هومايتا عن أوسنسيون. ورد لوبيز على هذا من خلال شن هجوم على مؤخرة جيش الحلفاء في تويوتي ولكنه مُني بهزيمة أخرى.
ومع خلع ميتر عن القيادة في يناير 1868 استعاد كاشياس القيادة العليا وقرر تجاوز كوروبايتي وهومايتا ونجح في ذلك بواسطة الكتيبة التي كانت تحت قيادة النقيب ديفيلم كارلوس ديكارفالو الذي أصبح بارون باساجيم بعد ذلك. وسقطت هومايتي يوم 25 يوليو بعد حصار طويل.
وفي الطريق إلى أوسنسيون، اتجه جيش كاشياس إلى 200 كيلومتر (120 ميل) بالماس وتوقف عند نهر بيكويسيري. وحشد لوبيز 180000 باراجوياني في خط محصن أتلف الأرض ودعم حصون أنجوستورا وإيتالبيت. وأمر كاشياس، الذي تخلى عن طريقة المواجهة المباشرة، بتنفيذ ما يُسمى بمناورة بيكويسيري. وبينما هاجمت إحدى الكتائب أنجوستورا فقد أمر كاشياس بعبور الجيش للجانب الأيمن من النهر. وأمر بإنشاء طريق في مستنقعات تشاو حيث تقدمت من خلالها القوات إلى الشمال الشرقي. وعند فيليتا، عبر الجيش النهر من جديد بين أوسنسيون وبوكيسيري خلف خط الجيش الباراغواياني المحصن. وبدلًا من التقدم نحو العاصمة، التي تم إخلاؤها وقصفها، اتجه كاشياس للجنوب وهاجم الباراغوايانيين من الخلف.
وحقق كاشياس سلسلة من الانتصارات في ديسمبر 1868، عندما عاد باتجاه الجنوب للاستيلاء على بيكوسيري من الخلف، وكذلك الاستيلاء على إيتورورو وأفاي ولوماس فالينتيناس وأنجوسترا. وفي الرابع والعشرين من ديسمبر، أرسل القادة الثلاثة الجدد للحلف الثلاثي (الأرجنتيني كاشياس وخوان أندريس جيلي واي أوبيس والأوروجواياني هينريكي كاسترو) برسالة إلى لوبيز يطلبون منه الاستسلام ولكنه رفض الاستسلام وهرب إلى سيروليون.
وتم احتلال أسونسيون في 1 يناير 1869 بأوامر من العقيد هيرميس إيرنيستو دا فونسيكا والد المشير هيرميس دا فونسيكا. وفي اليوم الخامس دخل كاشياس المدينة مع بقية الجيش وبعد 13 يوم ترك قيادة الجيش.

## انتهاء الحرب

### قيادة الكونت ديو

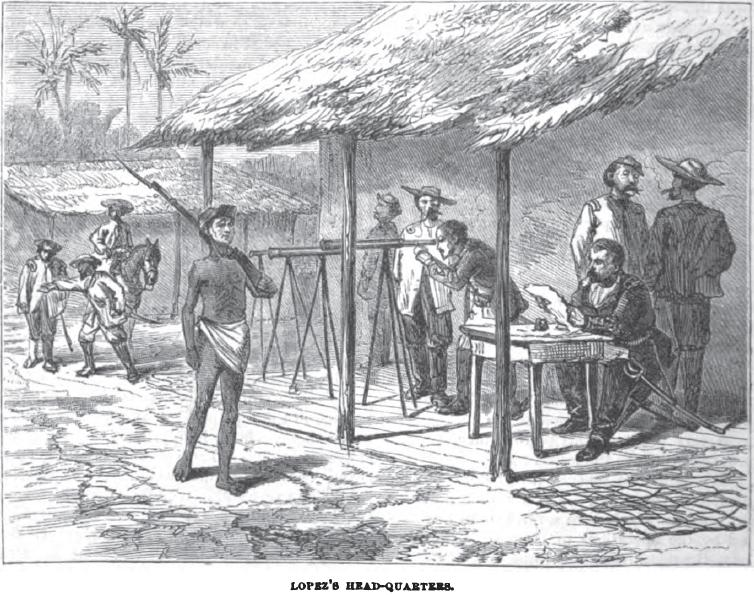
جندي باراغواياني في نهاية الحرب وهو في نوبة الحراسة لمقر الرئيس فرانشيسكو سولانو لوبيز واعتبر محظوظًا لتحطم بندقيته الموسكيت. ومع طول مدة استمرار الحرب، قاتل الجنود الباراغوايانيون بدون سلاح حيث كان من المتوقع أن يتسلح الجنود بأسلحة من يسقط من الرفقاء (مجلة هاربر الجديدة الشهرية، العدد 40 عام 1870) (Harper's New Monthly Magazine, Vol. 40, 1870).

وتم تعيين صهر الإمبراطور البرازيلي بيدرو الثاني، لويس فيليب جاستاو دي أورلايانس كونت ديو لإدارة المرحلة النهائية للعمليات العسكرية في باراغواي. ولم يسعَ الكونت إلى إلحاق الهزيمة المنكرة بباراغواي فقط بل سعى أيضًا إلى تعزيز الإمبراطورية البرازيلية. وفي أغسطس من عام 1869 قام التحالف الثلاثي بإنشاء حكومة إقليمية في أوسينسيون ترأسها الباراغواياني سيريلو أنتونيو ريفارولا (Cirilo Antonio Rivarola).
وقام سولانو لوبيز بتنظيم المقاومة في سلسلة الجبال بالشمال الشرقي لأوسنسيون. وقاد كونت ديو الحملة على رأس 21000 رجل ضد المقاومة الباراجوانية وهي حملة سلسلة الجبال التي استمرت لأكثر من عام. وكانت أهم المعارك في هذه الحملة بيريبيوبي وأكوستا نو التي قُتل فيها أكثر من 5000 باراغواياني.

#### موت لوبيز
تم إرسال فصيلين عسكريين لمطاردة سولانو لوبيز الذي صحبه 200 رجل في الغابات في الشمال. وفي الأول من مارس لعام 1870، باغتت قوات اللواء خوسيه أنتونيو كوريا دا كامارا آخر المعسكرات الباراجوانية في سيرو كورا. وأثناء المعركة التالية، أصيب لوبيز وانفصل عن بقية الجيش. وأصبح لوبيز ضعيفًا على المشي وقد رافقه مساعده واثنان من الضباط، حيث قادوه إلى ضفاف نهر أكويدابان نيجوي. وترك الضابطان لوبيز ومساعده هناك وذهبا للبحث عن التعزيزات، ولكن أثناء انتظارهم لعودة الرجال، وصل اللواء كامارا ومعه عدد صغير من الجنود. وعرض اللواء على لوبيز أن يستسلم ويضمن حياته ولكنه رفض وصرخ قائلاً "أموت فداءً لبلدي" ¡Muero con mi patria!" ("أموت في أرض آبائي!") وحاول مهاجمة كامارا بسيفه. إلا أنه سرعان ما قتله رجال كامارا، وتم إنهاء هذا الصراع الطويل.

## الخسائر البشرية

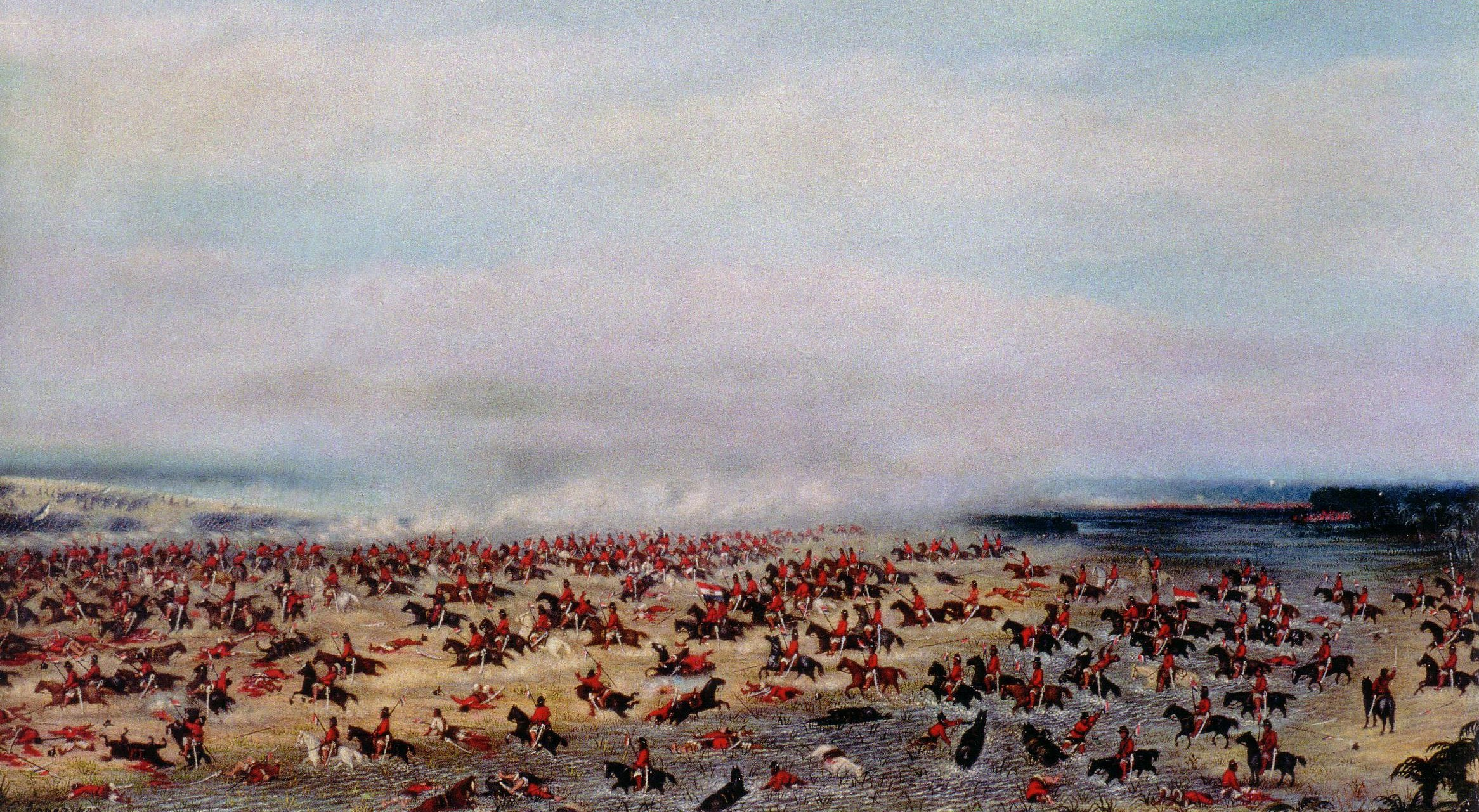
منظر موقعة تويوتي، تصوير كانديدو لوبيز).

في نهاية الحرب ومع معاناة باراغواي من نقص حاد في الأسلحة والإمدادات، كان رد فعل لوبيز مع محاولات شديدة القسوة للحفاظ على النظام، وأمر الجنود بقتل أي مقاتل يتحدث عن الاستسلام بما في ذلك الضباط. ونتيجة لهذا انتشر جنون الشك في الجيش وقاتل الجنود حتى النهاية المريرة. وعانت باراغواي من خسائر بشرية كبيرة جدًا، وفقدت معظم سكانها على الأرجح.
ويقع العدد الدقيق للخسائر البشرية محل نزاع كبير. وقُدرت الخسائر البشرية بنحو 300000 بارجواياني معظمهم من المدنيين. كما سجل بعض المؤرخين أن نسبة 90% من سكان بارجواي الذكور قد قتلوا غير أنه لا يوجد ما يدعم هذه النسبة. ووفقا لأحد التقديرات العددية، كان عدد سكان بارجواي حوالي 525000 قبل الحرب (دراسة استقصائية تتضمن 14 تقديرًا تتراوح بين 300000 و1337000، انظر F. Chartrain : "L'Eglise et les partis dans la vie politique du Paraguay depuis l'Indépendance", Paris I University "Doctorat d'Etat", 1972, pages 134–135. حيث اعتمدت حساباته الخاصة على أساس التعداد في عام 1879 والقوات العسكرية، وهذا يشير إلى أن العدد بين 700000 و800000 نسمة). وقد حدد تعداد تم إجراؤه عام 1871 على السكان في باراغواي بعدد 221079 نسمة، كان من بينهم 106254 من الإناث و86079 من الأطفال في سن السادسة أو أكبر بدون تحديد جنسهم و28746 من الذكور. هذه الأرقام، بالنظر إلى الوضع المحلي، لا يمكن أن تكون أكثر من مجرد تقدير تقريبي جدًا، حيث هرب الكثير من الرجال والفتيان خلال الحرب إلى الريف والغابات. وعلى هذا النحو، قد يستحيل تحديد أعداد الضحايا بدقة.
وهناك دراسة أجريت في عام 1999 من قبل الدكتور توماس ويجام من جامعة جورجيا ونُشرت في مجلة Latin American Research Review بعنوان "حجر رشيد البارجوايني: دليل جديد في التركيبة السكانية للحرب الباراجوانية، 1864 – 1870" (The Paraguayan Rosetta Stone New Evidence on the Demographics of the Paraguayan War, 1864–1870) وتوسعت لاحقًا في 2002 في مقال بعنوان تحسين الأرقام:: ردًا على ريبر وكلاينبينينج (Refining the Numbers A Response to Reber and Kleinpenning)"حيث قدمت أرقام أكثر دقة إلى حد معين. واعتمادًا على تعداد تم إجراؤه بعد انتهاء الحرب في عام 1870 و1871 استنتج الدكتور ويجام عددًا أقل بكثير من 150000-160000 من سكان بارجواي من بقوا على قيد الحياة بعد انتهاء الحرب كان من بينهم 28000 فقط من الذكور البالغين. وهذا جعل معدل عدد النساء بالنسبة للرجال هو 4 إلى واحد، بينما كان المعدل في المناطق المنكوبة من البلاد يفوق 20 إلى واحد.

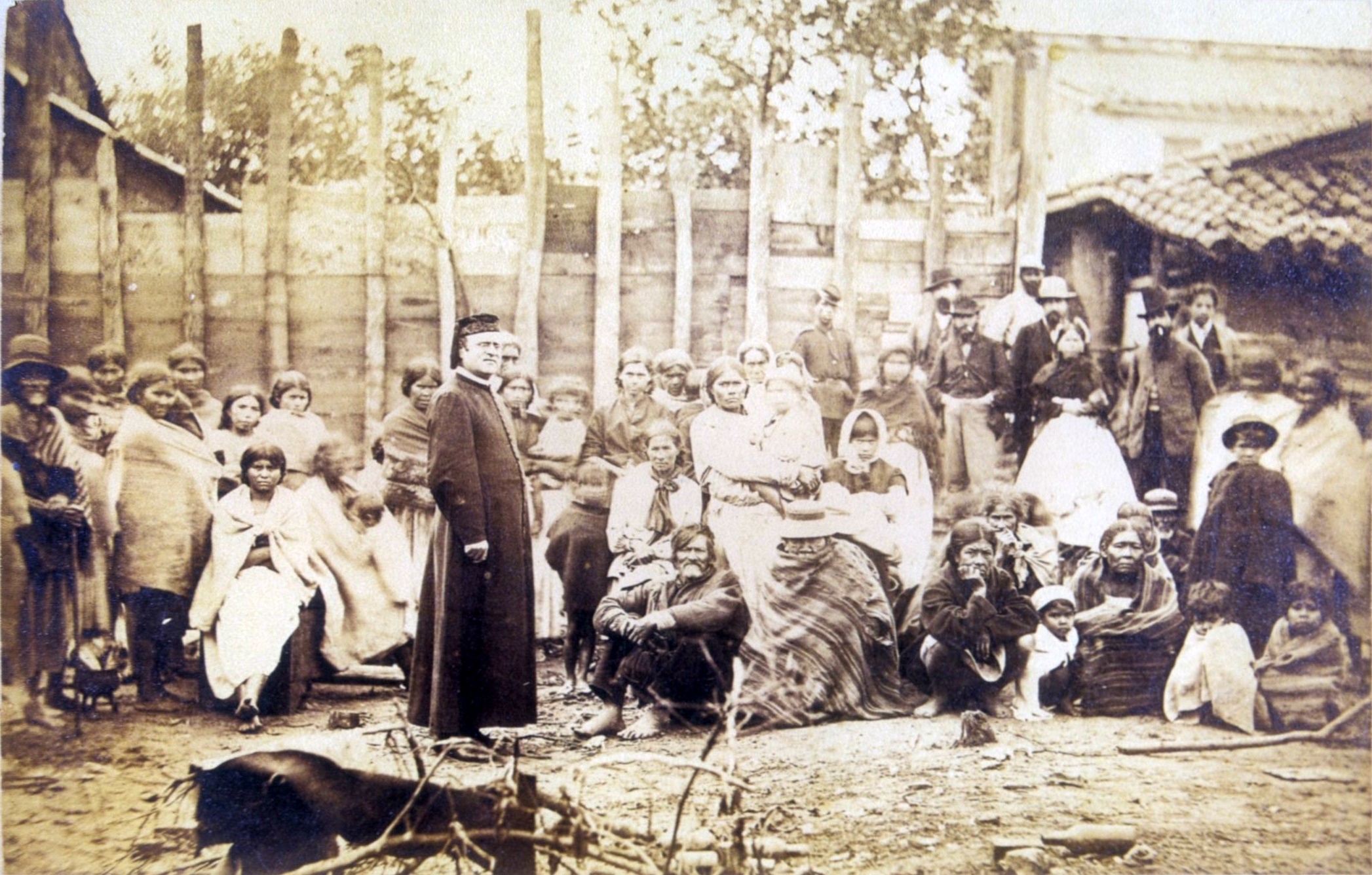
قسيس برازيلي معه لاجئون بارجوايانيون قادمون من سان بيدرو عام 1869 أو 1870.

وفيما يتعلق بالتعداد السكاني قبل الحرب، استخدم الدكتور ويجام التعداد الذي تم إجراؤه عام 1846 لإجراء حساب، على أساس معدل النمو السكاني من 1.7٪ إلى 2.5٪ سنويًا (والذي كان المعدل القياسي في ذلك الوقت، ومرة أخرى في أماكن الحذف المشار إليها أعلاه)، يفيد أن عدد السكان في فترة ما قبل الحرب مباشرة عام 1864 كان حوالي 420000 - 450000 نسمة في بارجواي. وهذا العدد يمثل نقصًا في التعداد السكاني بنسبة من 60% إلى 70%.
ومن بين البرازيليين الذين قاتلوا في حرب باراغواي والبالغ تعدادهم حوالي 123000، فإن أفضل التقديرات تشير إلى أن حوالي 50000 من الرجال قد ماتوا. بينما خسرت الأرجنتين حوالي 18000 من مقاتليها البالغ عددهم آنذاك 30000.
ولم يكن الصراع المسلح هو السبب وحده وراء هذه المعدلات المرتفعة من الوفيات. فقد تسببت رداءة الأغذية والنظافة الصحية المتدنية جدًا السبب وراء معظم حالات الوفاة، التي كان العديد منها بسبب وباء الكوليرا. ومن بين البرازيليين، توفي ثلثا قتلى الحرب إما في المستشفى أو خلال الزحف بين المدن. وفي بداية الصراع، جاء معظم الجنود البرازيليين من المناطق الشمالية والشمالية الشرقية من البلاد، ولذلك، كان التغيير من المناخ الحار إلى مناخ أكثر برودة بالإضافة إلى الحصص الغذائية المحدودة، من العوامل المساهمة في معدلات الوفاة. كما مثّل الشرب من الأنهار أيضًا خطرًا قاتلاً في بعض الأحيان بالنسبة لكتائب كاملة من البرازيليين وجعل الكوليرا السبب الرئيسي للوفاة على الأرجح خلال الحرب.

## عواقب الحرب
ساد الناجون من الفيلق البارجواياني الفراغ السياسي الداخلي في باراغواي في بداية الأمر. وقد اعتبرت هذه المجموعة من المنفيين، ومقرها في بوينس آيرس، سولانو لوبيز طاغية مجنونًا وقاتلت في صفوف الحلفاء خلال الحرب. وقامت المجموعة بتشكيل حكومة مؤقتة في عام 1869، بشكل أساسي تحت رعاية برازيلية، ووقعت اتفاقيات السلام عام 1870، التي تضمن استقلال باراغواي والملاحة النهرية المجانية لها. كما صدر دستور في العام نفسه، ولكن ثبتت عدم فعاليته نظرا للأصل الأجنبي لمبادئه الليبرالية الديمقراطية.

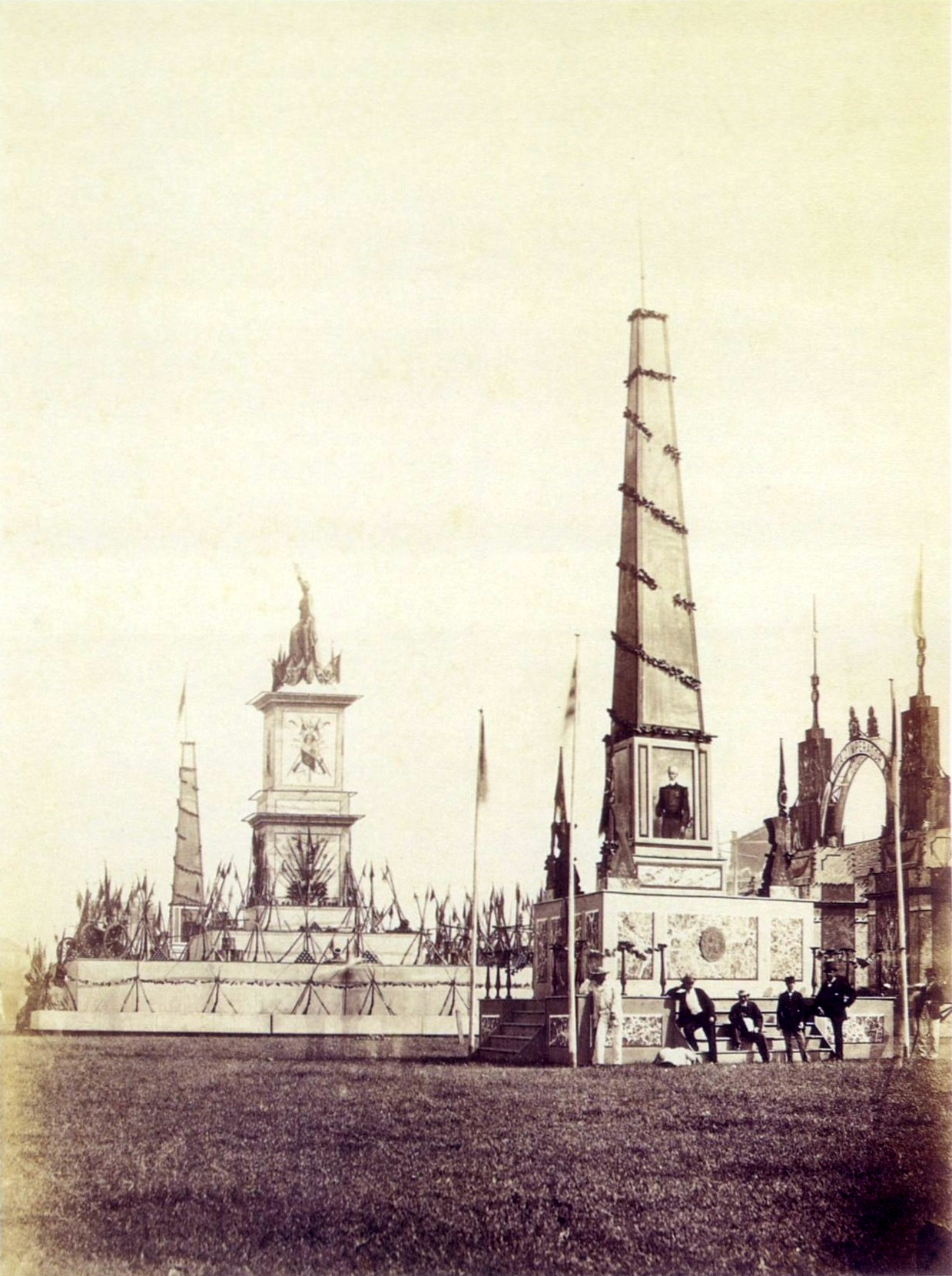
الإعدادات للاحتفال بالنصر في البرازيل، 1870.

بدأ الموقف المتجمد، وبقي الجيش البرازيلي الذي كان مسيطرًا تماما على الأراضي الباراجوانية، في البلاد لمدة ست سنوات بعد الهزيمة النهائية لباراغواي في عام 1870، ولم يغادر إلا في عام 1876 من أجل ضمان استمرار وجود باراغواي. خلال هذا الوقت، أصبحت إمكانية وقوع نزاع مسلح مع الأرجنتين من أجل السيطرة على باراغواي أمرًا واقعيًا على نحو متزايد، حيث أرادت الأرجنتين الاستيلاء على منطقة تشاكو، ولكن قام الجيش البرازيلي بمنعها.
وقد هُجرت قرى باراغواي التي دمرتها الحرب وهاجر الناجون من الفلاحين إلى ضواحي أسونسيون، حيث كرسوا أنفسهم من أجل زراعة الكفاف في المنطقة الوسطى من البلاد. بينما تم بيع الأراضي الأخرى للأجانب، ومعظمهم من الأرجنتين وتحولت إلى مقاطعات. وانعزلت الصناعة الباراجوانية. فتحت أسواق باراغواي أبوابها أمام المنتجات البريطانية واضطرت البلاد لأول مرة للحصول على قروض خارجية، بلغ مجموعها مليون جنيه إسترليني. وفي الحقيقة يمكن النظر إلى بريطانيا كأنها القوة التي استفادت من الحرب: وفي حين أن الحرب أنهت التهديد البارجواياني لمصالحها، فقد سقط كل من البرازيل والأرجنتين في شرك الديون الكبيرة، مما وطد نمطًا لا يزال مستمرًا إلى يومنا هذا. (وقد أعادت البرازيل دفع الديون البريطانية بواسطة جيتوليو فارجاسيرا.
ودفعت البرازيل ثمنًا كبيرًا مقابل النصر. حيث تم تمويل الحرب بواسطة بنك لندن، وإخوان بارينج وإن إم روتشيلد وأولاده. وخلال أعوام الحرب الخمسة، تضاعف إنفاق المال الذي تسحبه البرازيل من المؤسسات السابقة مما تسبب في أزمة مالية.
وتضاءلت تجارة الرقيق في البرازيل حيث كان يتم تحرير العبيد للاشتراك في الحرب. وأصبح الجيش البرازيلي قوة جديدة ومؤثرة في الحياة القومية. فحول الجيش نفسه إلى مؤسسة قوية اكتسبت، في الحرب، الخبرة والتماسك الداخلي وكان لها دور هام بعد ذلك في تطور تاريخ البلد.
وأسهم كل من الكساد الاقتصادي وتقوية الجيش بدور كبير في خلع إمبراطور البرازيل دوم بيدرو الثاني وإعلان الجمهورية عام 1889. وأصبح اللواء ديودورو دا فونسيكا (Deodoro da Fonseca) أول رئيس برازيلي.
وفي ديسمبر من عام 1875 وقع الرئيسان إيرنستو جيزيل وألفريدو سترويسنسر اتفاقية صداقة وتعاون بين البلدين في أوسينسيون وأعادت الحكومة البرازيلية غنائم الحرب لباراغواي، باستثناء الأرشيف القومي الباراغواياني الذي تم إخراجه أثناء أعمال النهب التي جرت في أوسينسيون ونقله إلى المكتبة الوطنية في ريو دي جينيرو.
ولا تزال الحرب موضوعًا مثيرًا للجدل - وخاصة في باراغواي، حيث تعتبر الحرب إما صراعًا جريئًا من أجل حقوق أمة أصغر ضد اعتداءات دول الجوار الأكثر قوة، أو محاولة حمقاء لخوض حرب لا يمكن الفوز بها دمرت كل الدولة تقريبًا. وفي الأرجنتين، ومع انتهاء الحرب، رأى العديد من الأرجنتينيين الصراع كحرب ألهبها ميتري بهدف الغزو، وليس كردة فعل على العدوان وتذكروا أن سولانو لوبيز، الذي اعتقد أنه سيحصل على الدعم من ميتري، اغتنم فرصة مهاجمة البرازيل التي أتاحها ميتري عندما استخدم سلاح البحرية الأرجنتينية لمنع الوصول إلى ريو دي لا بلاتا على السفن البرازيلية أوائل عام 1865، وبذلك بدأت الحرب.

### التغيرات والمعاهدات الإقليمية
في أعقاب هزيمة باراغواي في عام 1870، سعت الأرجنتين لفرض أحد البنود السرية لمعاهدة التحالف الثلاثي الذي يسمح للأرجنتين با الاستيلاء على جزء كبير من منطقة غران تشاكو (Gran Chaco)، وهي منطقة كانت غنية بـ كويبراشو (وهو منتج يستخدم في دباغة الجلود.). واقترح المفاوضون الأرجنتينيون أنه يجب تقسيم باراغواي إلى قسمين، بحيث يدمج كل من المنتصرين نصفها إلى أراضيه. ومع ذلك، لم يكن يوافق البرازيليون على هذه الفكرة لسببين:؛ أولاً أراد البرازيليون المحافظة على علاقات تجارية جيدة مع بريطانيا - التي لم تكن مستعدة لتشجع على اختفاء بلد يدين لها بهذا المبلغ الكبير من المال - وثانيًا أراد البرازيليون الحفاظ على باراغواي كحاجز واقٍ بينهم وبين الأرجنتين. ولذلك تم رفض الاقتراح الأرجنتيني بدمج باراغواي بأكملها.
وفي نهاية المطاف، تم حل مشكلة الحدود بعد الحرب بين باراغواي والأرجنتين من خلال مفاوضات طويلة وتم الانتهاء في 3 فبراير من عام 1876 مع معاهدة منحت الأرجنتين ما يقرب من ثلث المنطقة التي كانت ترغب بها منذ البداية. وكانت المنطقة التي تم الإجماع عليها - المنطقة الواقعة بين ريو فيردي والفرع الرئيسي لنهر ريو بيلكومايو ــــ قد تم الاحتكام إلى الولايات المتحدة بخصوصها. وكان الرئيس روزرفورد بي هايس الذي أعلن أن القسم باراغواياني وسمي تيمنًا باسم الرئيس هايس بعد قراره التحكيمي. ووقعت البرازيل معاهدة سلام مع بارجواي في 9 يناير من عام 1872، حصلت من خلالها على حرية الإبحار في ريو باراغواي. كما حافظت البرازيل أيضًا على الحدود التي طالبت بها قبل الحرب. كما نصت المعاهدة أيضا على أن ديون الحرب كان من المقرر أن تُدفع للحكومة البرازيلية، ولكن تم إلغاء ذلك في وقت لاحق من قبل الرئيس خيتوليو فارغاس في عام 1943 في بادرة بحسن النية.
وضمت الأرجنتين جزءًا من الأراضي الباراجوانية وأصبحت أقوى دولة في حوض نهر بلاتا. وخلال الحملة، زودت أقاليم إنتري ريوس وكورينتيس القوات البرازيلية بالمواشي والمواد الغذائية وغيرها من المنتجات.
وبشكل إجمالي، ضمت الأرجنتين والبرازيل حوالي 140,000 كيلومتر مربع (54,054 ميلاً مربعًا) من الأراضي الباراجوانية: حيث حصلت الأرجنتين على كثير من منطقة ميسيونيس وجزء من جران شاكو بين نهر بيرميجو وبيلكومايو وهي المنطقة التي تمثل إقليم فورموزا؛ بينما قامت البرازيل بتوسعة إقليم ماتو جروسو من خلال المطالبة بالأراضي التي تنازعت عليها مع باراغواي قبل الحرب. وطالب البلدان بالحصول على تعويض كبير (لم يتم دفعه أبدًا) واحتلا باراغواي حتى عام 1876 وفي هذه الأثناء وصل حزب كولورادو إلى القيادة السياسية لأوروجواي والتي ظل محتفظًا بها حتى عام 1958.

### التأثير على صناعة البهشية الباراجوانية
كانت البهشية الباراجوانية تمثل محصولا نقديا لباراغواي منذ العهود الاستعمارية وقد جلبت عوائد مالية كبيرة لباراغواي حتى اندلاع الحرب. وتسببت الحرب في الانخفاض الحاد في إنتاج البهشية الباراجوانية، يقال إن هذا الانخفاض وصلت نسبته إلى 95٪ بين عام 1865 و1867. يُذكر أنه كان هناك استخدام واسع النطاق من قبل الجنود من كل الأطراف للبهشية الباراجوانية للحد والتخفيف من آلام الجوع وخفض القلق الناتج عن القتال. ونتيجة لذلك، بعد انتهاء الحرب في عام 1870، وجدت باراغواي أنها أصبحت مدمرة ديموغرافيًا واقتصاديًا أيضًا. وقدم هذا فرصة لرجال الأعمال الأجانب للسيطرة على إنتاج البهشية الباراجوانية وصناعتها في باراغواي. وبالإضافة إلى ذلك، كانت مكاسب الحرب بالنسبة إلى البهشية الباراجوانية مماثلة تمامًا 156,415 كيلومتر مربع (60,392 ميلاً مربعًا) لما فقدته باراغواي لصالح الأرجنتين والبرازيل بسبب الحرب، وبحلول نهاية القرن التاسع عشر أصبحت البرازيل أكبر منتج للمحصول.

## تصوير وسائل الإعلام

### الروايات
- كارلوس دي أوليفيرا غوميس، A Solidão Segundo Solano López, Civilização Brasileira, 1980;[43] Círculo do Livro, 1982.
- Joseph Eskenazi Pernidji and Mauricio Eskenazi e Pernidji. Homens e Mulheres na Guerra do Paraguai. Imago, 2003.
- ليلي توك. The News From Paraguay. Harper Perennial, 2004.

### الأفلام
- Argentino hasta la muerte, بواسطة فيرناندو أيالا، الأرجنتين (1971).
- Cerro Cora، لجوليرمو فيرا، بارجواي (1978).
- Netto perde sua alma، لبيتو سوزا وتاباجارا رواي، البرازيل (2001).
- Guerra do Brasil، فيلم وثائقي لسيلفيو باك، البرازيل (1987).
- Cándido López - Los campos de batalla، فيلم وثائقي لخوسيه لويس جارسيا، الأرجنتين (2005).
- The Paraguayan War، فيلم وثائقي بواسطة دينيس ريت، البرازيل (2009).

## حواشٍ
1. ↑  Testimonios de la Guerra Grande y Muerte del Mariscal López by Julio César Frutos نسخة محفوظة 14 مارس 2020 على موقع واي باك مشين.
2. ↑  Miguel Angel Centeno, Blood and Debt: War and the Nation-State in Latin America, University Park, PA: Pennsylvania State University Press, 1957. Page 55.
3. ↑  Byron Farwell, The Encyclopedia of Nineteenth-Century Land Warfare: An Illustrated World View, New York: WW Norton, 2001. Page 824.
4. ↑  Another estimate is that from the prewar population of 1,337,437, the population fell to 221,709 (28,746 men, 106,254 women, 86,079 children) by the end of the war (War and the Breed, David Starr Jordan, p. 164. Boston, 1915; Applied Genetics, Paul Popenoe, The Macmillan Company, New York, 1918)
5. ↑  Jurg Meister, Francisco Solano López Nationalheld oder Kriegsverbrecher?, Osnabrück: Biblio Verlag, 1987. 345, 355, 454–5.
6. ↑  ستيفن بينكر, Better Angels of Our Nature: Why Violence Has Declined, Penguin (Oct 4 2011).
7. ↑  Historia de las relaciones exteriores de la República Argentina (notes from CEMA University, in Spanish, and references therein) نسخة محفوظة 07 فبراير 2009 على موقع واي باك مشين.
8. ↑  Argentina – The collapse of the Currency board & Beyond نسخة محفوظة 19 أبريل 2015 على موقع واي باك مشين.
9. ↑  Scheina 2003، صفحة 331.
10. ↑  PJ O'Rourke, Give War a Chance. New York: Vintage Books, 1992. Page 47.
11. ↑  Library of Congress Country Studies, "Carlos Antonio López." December 1988. URL accessed December 30, 2005. نسخة محفوظة 16 أغسطس 2017 على موقع واي باك مشين.
12. ↑  Stearns، Peter N. (المحرر). Encyclopedia of World History (ط. 6th). The Houghton Mifflin Company/Bartleby.com. Page 630
13. ↑  Robert Cowley, The Reader's Encyclopedia to Military History. New York, New York: Houston Mifflin, 1996. Page 479.
14. ↑  Brandon Valeriano, "A Classification of Interstate War: Typologies and Rivalry." Article based on talk given March 17–20, 2004 to the International Studies Association in Montreal. File available at "greater+paraguay"+solano+lopez+&hl=en, accessed December 30, 2005. نسخة محفوظة 1 فبراير 2020 على موقع واي باك مشين.
15. ↑  Galeano, Eduardo. "Open Veins of Latin America: Five Centuries of the Pillage of a Continent". Monthly Review Press.1997
16. ↑  Chiavenatto,Julio José. "Genocídio Americano: A Guerra do Paraguai". Editora Brasiliense, SP. Brasil.1979
17. ↑  Historia General de las relaciones internacionales de la República Argentina نسخة محفوظة 11 فبراير 2009 على موقع واي باك مشين. (بالإسبانية) "نسخة مؤرشفة". مؤرشف من الأصل في 2009-02-07. اطلع عليه بتاريخ 2012-11-01.{{استشهاد ويب}}:  صيانة الاستشهاد: BOT: original URL status unknown (link)
18. 1 2  Salles 2003، صفحة 14.
19. 1 2 3  Historia General de las relaciones internacionales de la República Argentina(بالإسبانية) نسخة محفوظة 04 مارس 2016 على موقع واي باك مشين.
20. ↑  TRATADO DE LAS PUNTAS DEL ROSARIO (Guerra del Paraguay)(بالإسبانية) نسخة محفوظة 08 يونيو 2017 على موقع واي باك مشين.
21. ↑  Scheina 2003، صفحات 313–4.
22. ↑  Whigham 2002، صفحة 118.
23. ↑  Scheina 2003، صفحة 314.
24. ↑  Scheina 2003، صفحة 313.
25. ↑  Scheina 2003، صفحات 315–7.
26. ↑  Salles 2003، صفحة 18.
27. ↑  Scheina 2003، صفحة 318.
28. ↑  Wilson 2004، صفحة [بحاجة لرقم الصفحة].
29. ↑  Salles 2003، صفحة 38.
30. 1 2  Scheina 2003، صفحة 319.
31. ↑  Hooker, T.D., 2008, The Paraguayan War, Nottingham: Foundry Books, ISBN 1901543153.
32. ↑  Scheina 2003، صفحة 320.
33. 1 2  Vasconsellos 1970، صفحة 108.
34. ↑  Bareiro، صفحات 70, 82, 98.
35. ↑  Bareiro، صفحة 90.
36. 1 2 3  Shaw 2005، صفحة 30.
37. 1 2  "Holocausto paraguayo en Guerra del '70". مؤرشف من الأصل في 2012-02-29. اطلع عليه بتاريخ 2009-10-26.
38. ↑  Hendrik Kraay, Journal of Social History, "'The shelter of the uniform': the Brazilian army and runaway slaves, 1800–1888" Spring 1996. نسخة محفوظة 13 أغسطس 2013 على موقع واي باك مشين.
39. ↑  "Treaty of friendship and co-operation" (PDF). مؤرشف من الأصل (PDF) في 2012-01-27. اطلع عليه بتاريخ 2009-03-14.
40. ↑  Vasconsellos 1970، صفحات 78, 110–114.
41. 1 2  بلين ريبر، فيرا (Blinn Reber, Vera). البهشية الباراجوانية في باراغواي خلال القرن التاسع عشر. 1985.
42. 1 2  فولك، كريستين (Folch, Christine). التحفيز على الاستهلاك:خرافات البهشية الباراجوانية، والأسواق، ومعانٍ من الاحتلال وحتى الوقت الحاضر. جمعية الدراسات المقارنة للمجتمع والتاريخ، 2010 (Society for the Comparative Study of Society and History, 2010).
43. ↑  gojaba.com نسخة محفوظة 31 أكتوبر 2016 على موقع واي باك مشين.

## وصلات خارجية
- Campanha do Paraguay : commando em chefe de S. A. o Sr. Marechal de Exercito, Conde d'Eu – Official Report of the Empire of Brazil 1869 -(بالبرتغالية)
- Paraguay The War of the Triple Alliance (بالإنجليزية)
- Page at countrystudies.us (بالإنجليزية)
- The War of Paraguay (بالبرتغالية)
- The War of Paraguay – history (بالبرتغالية)
- 'Paraguay de Antes' (old photos & pics) (بالإسبانية)
- Cerro Corá in Google Maps
- (بالإنجليزية)
- "Paraguay: A Brief History Of National Suicide" (بالإنجليزية)
- Time line of the War of the Triple Alliance (بالإنجليزية)